# Peter Schlotter
Peter Schlotter (* 1945 in Frankfurt am Main) ist ein deutscher Politikwissenschaftler. Er war Professor für Internationale Beziehungen an der Ruprecht-Karls-Universität Heidelberg, wo er auch nach dem Eintritt in den Ruhestand lehrt und forscht.

## Berufsbiographie
Nach dem Studium von Geschichte, Politikwissenschaft und Germanistik an den Universitäten München und Heidelberg machte Schlotter 1972 das Staatsexamen für das Lehramt an Gymnasien. 1974 promovierte er sich an der Universität Frankfurt am Main. Anschließend war er 31 Jahre lang Wissenschaftlicher Mitarbeiter der Hessischen Stiftung Friedens- und Konfliktforschung (HSFK) in Frankfurt am Main und gehörte mehrfach dem HFSK-Vorstand an. Daneben hatte er Lehraufträge an der Universität Frankfurt, leitete Forschungsprojekte. 1990 war er als „Westberater“ Mitglied im Planungsstab des Ministeriums für Auswärtige Angelegenheiten der DDR in Ost-Berlin.
1996/1997 war Schlotter Vertretungsprofessor für Politische Wissenschaft am Fachbereich Gesellschaftswissenschaften der Universität Frankfurt, 1997 habilitierte er sich an der Technischen Universität Darmstadt und war anschließend dort bis 2002 Privatdozent am Fachbereich Gesellschafts- und Geschichtswissenschaften. 2002 wurde er in Darmstadt außerplanmäßiger Professor, im Sommersemester 2005 dann Professor für Internationale Beziehungen am Institut für Politische Wissenschaft der Universität Heidelberg. Seit 2010 ist er im Ruhestand.
Von 2002 bis 2008 war er Vorsitzender der Arbeitsgemeinschaft für Friedens- und Konfliktforschung (AFK).

## Arbeitsschwerpunkte
Schlotters Arbeitsschwerpunkte sind nach Angaben der Universität Heidelberg:
- Friedens- und Konfliktforschung, Internationale Beziehungen
- Friedenstheorien und Theorien der internationalen Beziehungen
- Europäische Integration, einschließlich GASP und EU-Außenbeziehungen
- Internationale Organisationen
- Konfliktprävention und Konfliktintervention in den internationalen Beziehungen.

## Schriften (Auswahl)

### Monographien
- Mit Gert Krell: Weltbilder und Weltordnung. Einführung in die Theorie der Internationalen Beziehungen. 5., überarbeitete und aktualisierte Auflage. Nomos, Baden-Baden 2018, ISBN 978-3-8487-4183-0.
- Die KSZE im Ost-West-Konflikt. Wirkung einer internationalen Institution. Campus, Frankfurt am Main/New York 1998, ISBN 978-3-593-36122-2 (Zugleich Habilitationsschrift, Technische Universität Darmstadt, 1997).
- Mit Norbert Ropers und Berthold Meyer: Die neue KSZE. Zukunftsperspektiven einer regionalen Friedensstrategie. Leske und Budrich, Opladen 1994, ISBN 978-3-8100-1234-0.
- Mit Carola Bielfeldt: Die militärische Sicherheitspolitik der Bundesrepublik Deutschland. Einführung und Kritik. Campus, Frankfurt am Main/New York 1980, ISBN 978-3-593-32785-3.
- Rüstungspolitik in der Bundesrepublik Deutschland. Die Beispiele Starfighter unf Phantom. Campus, Frankfurt am Main/New York 1975, ISBN 978-3-593-32083-0 (Zugleich Dissertationsschrift, Universität Frankfurt am Main, 1974).

### Herausgeberschaften
- Mit Simone Wisotzki: Friedens- und Konfliktforschung. Nomos, Baden-Baden 2011, ISBN 978-3-8329-3470-5.
- Berliner Friedenspolitik? Militärische Transformation – zivile Impulse – europäische Einbindung. Nomos, Baden-Baden 2008, ISBN 978-3-8329-3434-7.
- Europa – Macht – Frieden? Zur Politik der „Zivilmacht Europa“. Nomos, Baden-Baden 2003, ISBN 978-3-8329-0224-7.